# 臨平路駅
座標: 北緯31度16分1秒 東経121度29分41秒 / 北緯31.26694度 東経121.49472度
臨平路駅（りんぺいろえき）は上海市虹口区に位置する上海地下鉄4号線の駅である。

## 駅構造
島式ホーム1面2線と相対式ホーム1面1線を有する地下駅。以前は藍村路駅まで区間列車が運行されていたが、2006年1月29日付で廃止された。
| 地下 1階        | 駅建物          | 改札 |
| 地下2階         |                 |      |
| 相対式ホーム    |                 |      |
| ←海倫路駅方面行 |                 |      |
| 待避線          |                 |      |
| 島式ホーム      |                 |      |
|                 | 大連路駅方面行→ |      |

## 歴史
- 2005年12月31日 - 開業。

## 隣の駅
上海軌道交通
■4号線
海倫路駅 - 臨平路駅 - 大連路駅